# João Neves (voetballer)
João Pedro Gonçalves Neves (Tavira, 27 september 2004) is een Portugees voetballer die doorgaans speelt als middenvelder. In augustus 2024 verruilde hij Benfica voor Paris Saint-Germain. Neves maakte in 2023 zijn debuut in het Portugees voetbalelftal.

## Clubcarrière
Neves speelde in de jeugd van CB Tavira, alvorens hij in 2016 opgenomen werd in de opleiding van Benfica. Hier ondertekende hij in december 2020 zijn eerste professionele contract. In het seizoen 2021/22 maakte de middenvelder onderdeel uit van het jeugdteam van Benfica dat beslag legde op de UEFA Youth League. Neves mocht op 30 december 2022 zijn debuut maken in het eerste elftal. Op die dag werd in de Primeira Liga door doelpunten van Abel Ruiz en Ricardo Horta (tweemaal) met 3–0 verloren van SC Braga. Neves moest van coach Roger Schmidt op de reservebank beginnen en hij mocht een minuut voor het einde van de reguliere speeltijd invallen voor Gonçalo Ramos.
Na de winterstop kwam Neves meer aan spelen toe in het eerste elftal en in februari 2023 maakte hij zijn debuut in de UEFA Champions League, toen met 0–2 gewonnen werd van Club Brugge door goals van João Mário en David Neres. Het eerste professionele doelpunt van Neves viel op 21 mei 2023. Op die dag liep Benfica door treffers van Francisco Trincão en Ousmane Diomande een achterstand op bij Sporting CP, waarna Fredrik Aursnes tekende voor de aansluitingstreffer. Neves zorgde in de vierde minuut van de blessuretijd van de tweede helft voor de beslissende 2–2. Een week later kroonde Neves zich met Benfica tot Portugees landskampioen. Aan het begin van het seizoen 2023/24 verlengde de middenvelder zijn contract tot medio 2028.
Gedurende de jaargang 2023/24 miste Neves slechts één competitiewedstrijd en was zodoende basisspeler in een team wat tweede werd in de competitie. Na het EK 2024 werd de middenvelder voor een bedrag van circa zestig miljoen euro overgenomen door Paris Saint-Germain, met tien miljoen als potentiële bonussen. Bij de Franse club zette hij zijn handtekening onder een verbintenis voor de duur van vijf jaar. Als onderdeel van de deal verhuisde Renato Sanches op huurbasis van PSG naar Benfica. In Parijs had hij onder Luis Enrique overwegend een basisplaats, vaak naast Vitinha en Fabián Ruiz. Dat drietal stond ook in de basis in de finale van de UEFA Champions League 2024/25, waarin Paris Saint-Germain met 5–0 won van Internazionale.

## Clubstatistieken
| Seizoen | Club                | Competitie    | Competitie | Competitie | Beker | Beker | Internationaal | Internationaal | Totaal | Totaal |
| Seizoen | Club                | Competitie    | Wed.       | Dlp.       | Wed.  | Dlp.  | Wed.           | Dlp.           | Wed.   | Dlp.   |
| ------- | ------------------- | ------------- | ---------- | ---------- | ----- | ----- | -------------- | -------------- | ------ | ------ |
| 2022/23 | Benfica             | Primeira Liga | 17         | 1          | 0     | 0     | 3              | 0              | 20     | 1      |
| 2023/24 | Benfica             | Primeira Liga | 33         | 3          | 10    | 0     | 12             | 0              | 55     | 3      |
| 2024/25 | Paris Saint-Germain | Ligue 1       | 29         | 3          | 6     | 1     | 17             | 1              | 52     | 5      |
| Totaal  | Totaal              | Totaal        | 79         | 7          | 16    | 1     | 32             | 1              | 127    | 9      |

Bijgewerkt op 2 juni 2025.

## Interlandcarrière
Neves maakte zijn debuut in het Portugees voetbalelftal op 16 oktober 2023, toen een kwalificatiewedstrijd voor het EK 2024 gespeeld werd tegen Bosnië en Herzegovina. Door twee doelpunten van Cristiano Ronaldo en treffers van Bruno Fernandes, João Cancelo en João Félix werd met 0–5 gewonnen. Neves moest van bondscoach Roberto Martínez op de reservebank starten en hij mocht vijf minuten voor het einde van de reguliere speeltijd invallen voor Otávio.
Neves werd in mei 2024 door Martínez opgenomen in de selectie van Portugal voor het EK 2024 in Duitsland. Portugal overleefde de groepsfase na overwinningen op Tsjechië (2–1) en Turkije (0–3) en een nederlaag tegen Georgië (2–0). Hierna volgden twee strafschoppenseries; Slovenië werd verslagen, maar Frankrijk was te sterk in de kwartfinales. Neves speelde twee wedstrijden. Zijn toenmalige clubgenoten Alexander Bah (Denemarken), Anatolij Troebin (Oekraïne), Orkun Kökçü (Turkije) en António Silva (eveneens Portugal) waren ook actief op het EK.
| Interlands van João Neves voor Portugal | Interlands van João Neves voor Portugal | Interlands van João Neves voor Portugal | Interlands van João Neves voor Portugal | Interlands van João Neves voor Portugal | Interlands van João Neves voor Portugal | Interlands van João Neves voor Portugal |
| №                                       | Datum                                   | Wedstrijd                               | Uitslag                                 | Competitie                              | Goals                                   |                                         |
| Als speler bij Benfica                  | Als speler bij Benfica                  | Als speler bij Benfica                  | Als speler bij Benfica                  | Als speler bij Benfica                  | Als speler bij Benfica                  | Als speler bij Benfica                  |
| --------------------------------------- | --------------------------------------- | --------------------------------------- | --------------------------------------- | --------------------------------------- | --------------------------------------- | --------------------------------------- |
| 1                                       | 16 oktober 2023                         | Bosnië en Herzegovina – Portugal        | 0 – 5                                   | EK 2024 kwalificatie                    |                                         |                                         |
| 2                                       | 16 november 2023                        | Liechtenstein – Portugal                | 0 – 2                                   | EK 2024 kwalificatie                    |                                         |                                         |
| 3                                       | 19 november 2023                        | Portugal – IJsland                      | 2 – 0                                   | EK 2024 kwalificatie                    |                                         |                                         |
| 4                                       | 21 maart 2024                           | Portugal – Zweden                       | 5 – 2                                   | Vriendschappelijk                       |                                         |                                         |
| 5                                       | 26 maart 2024                           | Slovenië – Portugal                     | 2 – 0                                   | Vriendschappelijk                       |                                         |                                         |
| 6                                       | 4 juni 2024                             | Portugal – Finland                      | 4 – 2                                   | Vriendschappelijk                       |                                         |                                         |
| 7                                       | 11 juni 2024                            | Portugal – Ierland                      | 3 – 0                                   | Vriendschappelijk                       |                                         |                                         |
| 8                                       | 22 juni 2024                            | Turkije – Portugal                      | 0 – 3                                   | EK 2024                                 |                                         |                                         |
| 9                                       | 26 juni 2024                            | Georgië – Portugal                      | 2 – 0                                   | EK 2024                                 |                                         |                                         |
| Als speler bij Paris Saint-Germain      |                                         |                                         |                                         |                                         |                                         |                                         |
| 10                                      | 5 september 2024                        | Portugal – Kroatië                      | 2 – 1                                   | Nations League 2024/25                  |                                         |                                         |
| 11                                      | 8 september 2024                        | Portugal – Schotland                    | 2 – 1                                   | Nations League 2024/25                  |                                         |                                         |
| 12                                      | 15 november 2024                        | Portugal – Polen                        | 5 – 1                                   | Nations League 2024/25                  |                                         |                                         |
| 13                                      | 18 november 2024                        | Kroatië – Portugal                      | 1 – 1                                   | Nations League 2024/25                  |                                         |                                         |
| 14                                      | 20 maart 2025                           | Denemarken – Portugal                   | 1 – 0                                   | Nations League 2024/25                  |                                         |                                         |

Bijgewerkt op 2 juni 2025.

## Erelijst
| Competitie                    |         |         |         |         |
| Competitie                    | Aantal  | Jaren   |         |         |
| Benfica                       | Benfica | Benfica | Benfica | Benfica |
| ----------------------------- | ------- | ------- | ------- | ------- |
| Primeira Liga                 | 1       | 2022/23 |         |         |
| Supertaça Cândido de Oliveira | 1       | 2023    |         |         |
| Paris Saint-Germain           |         |         |         |         |
| UEFA Champions League         | 1       | 2024/25 |         |         |
| Ligue 1                       | 1       | 2024/25 |         |         |
| Coupe de France               | 1       | 2024/25 |         |         |
| Trophée des Champions         | 1       | 2024    |         |         |
| UEFA Super Cup                | 1       | 2025    |         |         |
| Portugal                      |         |         |         |         |
| UEFA Nations League           | 1       | 2024/25 |         |         |